# Różana (Środa Śląska)
Pour les articles homonymes, voir Różana.
Różana est une localité polonaise de la gmina d'Udanin, située dans le powiat de Środa Śląska en voïvodie de Basse-Silésie.